# Ararat (település)
Ararat (örményül: Արարատ) város Örményországban Ararat tartomány déli részén, néhány kilométerre a török határtól. Jerevántól 42 km-re délkeletre fekszik. Lakosainak száma 20 700.
1. ↑  http://www.armstat.am/file/article/demos_10_2.pdf